# Magliano (Torricella Sicura)
Magliano is een plaats (frazione) in de Italiaanse gemeente Torricella Sicura.